# Černín
Černín är en ort i Tjeckien.   Den ligger i regionen Södra Mähren, i den sydöstra delen av landet, 170 km sydost om huvudstaden Prag. Černín ligger 285 meter över havet och antalet invånare är 157.
Terrängen runt Černín är huvudsakligen platt. Černín ligger nere i en dal. Runt Černín är det ganska glesbefolkat, med 42 invånare per kvadratkilometer. Närmaste större samhälle är Znojmo, 14,3 km söder om Černín. Trakten runt Černín består till största delen av jordbruksmark.